# 세계무역기구 회원국

현재 세계무역기구 회원국은 164개국이며 일부 국가는 WTO 옵서버이다.

## 회원국
세계무역기구는 1995년 1월 1일에 창립했으며 그 후 일부 국가가 합류해서 164개국이 가입했다.
| 가입 연도 | 가입 날짜 | 회원국                |
| --------- | --------- | --------------------- |
| 1995년    | 1월 1일   | 가나                  |
| 1995년    | 1월 1일   | 가봉                  |
| 1995년    | 1월 1일   | 가이아나              |
| 1995년    | 1월 1일   | 그리스                |
| 1995년    | 1월 1일   | 나미비아              |
| 1995년    | 1월 1일   | 나이지리아            |
| 1995년    | 1월 1일   | 남아프리카 공화국     |
| 1995년    | 1월 1일   | 네덜란드              |
| 1995년    | 1월 1일   | 노르웨이              |
| 1995년    | 1월 1일   | 뉴질랜드              |
| 1995년    | 1월 1일   | 대한민국              |
| 1995년    | 1월 1일   | 덴마크                |
| 1995년    | 1월 1일   | 도미니카 연방         |
| 1995년    | 1월 1일   | 독일                  |
| 1995년    | 1월 1일   | 루마니아              |
| 1995년    | 1월 1일   | 룩셈부르크            |
| 1995년    | 1월 1일   | 마카오                |
| 1995년    | 1월 1일   | 말레이시아            |
| 1995년    | 1월 1일   | 멕시코                |
| 1995년    | 1월 1일   | 모로코                |
| 1995년    | 1월 1일   | 모리셔스              |
| 1995년    | 1월 1일   | 몰타                  |
| 1995년    | 1월 1일   | 미국                  |
| 1995년    | 1월 1일   | 미얀마                |
| 1995년    | 1월 1일   | 바레인                |
| 1995년    | 1월 1일   | 바베이도스            |
| 1995년    | 1월 1일   | 방글라데시            |
| 1995년    | 1월 1일   | 베네수엘라            |
| 1995년    | 1월 1일   | 벨기에                |
| 1995년    | 1월 1일   | 벨리즈                |
| 1995년    | 1월 1일   | 브라질                |
| 1995년    | 1월 1일   | 브루나이              |
| 1995년    | 1월 1일   | 세네갈                |
| 1995년    | 1월 1일   | 세인트루시아          |
| 1995년    | 1월 1일   | 세인트빈센트 그레나딘 |
| 1995년    | 1월 1일   | 수리남                |
| 1995년    | 1월 1일   | 스리랑카              |
| 1995년    | 1월 1일   | 스웨덴                |
| 1995년    | 1월 1일   | 스페인                |
| 1995년    | 1월 1일   | 슬로바키아            |
| 1995년    | 1월 1일   | 싱가포르              |
| 1995년    | 1월 1일   | 아르헨티나            |
| 1995년    | 1월 1일   | 아이슬란드            |
| 1995년    | 1월 1일   | 아일랜드              |
| 1995년    | 1월 1일   | 앤티가 바부다         |
| 1995년    | 1월 1일   | 에스와티니            |
| 1995년    | 1월 1일   | 영국                  |
| 1995년    | 1월 1일   | 오스트레일리아        |
| 1995년    | 1월 1일   | 오스트리아            |
| 1995년    | 1월 1일   | 온두라스              |
| 1995년    | 1월 1일   | 우간다                |
| 1995년    | 1월 1일   | 우루과이              |
| 1995년    | 1월 1일   | 유럽 연합             |
| 1995년    | 1월 1일   | 이탈리아              |
| 1995년    | 1월 1일   | 인도                  |
| 1995년    | 1월 1일   | 인도네시아            |
| 1995년    | 1월 1일   | 일본                  |
| 1995년    | 1월 1일   | 잠비아                |
| 1995년    | 1월 1일   | 체코                  |
| 1995년    | 1월 1일   | 칠레                  |
| 1995년    | 1월 1일   | 캐나다                |
| 1995년    | 1월 1일   | 케냐                  |
| 1995년    | 1월 1일   | 코스타리카            |
| 1995년    | 1월 1일   | 코트디부아르          |
| 1995년    | 1월 1일   | 쿠웨이트              |
| 1995년    | 1월 1일   | 탄자니아              |
| 1995년    | 1월 1일   | 태국                  |
| 1995년    | 1월 1일   | 파라과이              |
| 1995년    | 1월 1일   | 파키스탄              |
| 1995년    | 1월 1일   | 페루                  |
| 1995년    | 1월 1일   | 포르투갈              |
| 1995년    | 1월 1일   | 프랑스                |
| 1995년    | 1월 1일   | 핀란드                |
| 1995년    | 1월 1일   | 필리핀                |
| 1995년    | 1월 1일   | 헝가리                |
| 1995년    | 1월 1일   | 홍콩                  |
| 1995년    | 3월 1일   | 트리니다드 토바고     |
| 1995년    | 3월 5일   | 짐바브웨              |
| 1995년    | 3월 9일   | 도미니카 공화국       |
| 1995년    | 3월 9일   | 자메이카              |
| 1995년    | 3월 26일  | 튀르키예              |
| 1995년    | 3월 29일  | 튀니지                |
| 1995년    | 4월 20일  | 쿠바                  |
| 1995년    | 4월 21일  | 이스라엘              |
| 1995년    | 4월 30일  | 콜롬비아              |
| 1995년    | 5월 7일   | 엘살바도르            |
| 1995년    | 5월 31일  | 기니비사우            |
| 1995년    | 5월 31일  | 레소토                |
| 1995년    | 5월 31일  | 말라위                |
| 1995년    | 5월 31일  | 말리                  |
| 1995년    | 5월 31일  | 모리타니              |
| 1995년    | 5월 31일  | 몰디브                |
| 1995년    | 5월 31일  | 보츠와나              |
| 1995년    | 5월 31일  | 중앙아프리카 공화국   |
| 1995년    | 5월 31일  | 지부티                |
| 1995년    | 5월 31일  | 토고                  |
| 1995년    | 6월 3일   | 부르키나파소          |
| 1995년    | 6월 30일  | 이집트                |
| 1995년    | 7월 1일   | 스위스                |
| 1995년    | 7월 1일   | 폴란드                |
| 1995년    | 7월 21일  | 과테말라              |
| 1995년    | 7월 23일  | 부룬디                |
| 1995년    | 7월 23일  | 시에라리온            |
| 1995년    | 7월 30일  | 슬로베니아            |
| 1995년    | 7월 30일  | 키프로스              |
| 1995년    | 8월 26일  | 모잠비크              |
| 1995년    | 9월 1일   | 리히텐슈타인          |
| 1995년    | 9월 3일   | 니카라과              |
| 1995년    | 9월 12일  | 볼리비아              |
| 1995년    | 10월 25일 | 기니                  |
| 1995년    | 11월 17일 | 마다가스카르          |
| 1995년    | 12월 13일 | 카메룬                |
| 1996년    | 1월 13일  | 카타르                |
| 1996년    | 1월 14일  | 피지                  |
| 1996년    | 1월 21일  | 에콰도르              |
| 1996년    | 1월 30일  | 아이티                |
| 1996년    | 2월 21일  | 세인트키츠 네비스     |
| 1996년    | 2월 22일  | 그레나다              |
| 1996년    | 2월 22일  | 베냉                  |
| 1996년    | 4월 10일  | 아랍에미리트          |
| 1996년    | 5월 22일  | 르완다                |
| 1996년    | 6월 9일   | 파푸아뉴기니          |
| 1996년    | 7월 26일  | 솔로몬 제도           |
| 1996년    | 10월 19일 | 차드                  |
| 1996년    | 10월 23일 | 감비아                |
| 1996년    | 11월 23일 | 앙골라                |
| 1996년    | 12월 1일  | 불가리아              |
| 1996년    | 12월 13일 | 니제르                |
| 1997년    | 1월 1일   | 콩고 민주 공화국      |
| 1997년    | 1월 29일  | 몽골                  |
| 1997년    | 3월 27일  | 콩고 공화국           |
| 1997년    | 9월 6일   | 파나마                |
| 1998년    | 12월 20일 | 키르기스스탄          |
| 1999년    | 2월 10일  | 라트비아              |
| 1999년    | 11월 13일 | 에스토니아            |
| 2000년    | 4월 11일  | 요르단                |
| 2000년    | 6월 14일  | 조지아                |
| 2000년    | 9월 8일   | 알바니아              |
| 2000년    | 11월 9일  | 오만                  |
| 2000년    | 11월 30일 | 크로아티아            |
| 2001년    | 5월 31일  | 리투아니아            |
| 2001년    | 7월 26일  | 몰도바                |
| 2001년    | 12월 11일 | 중국                  |
| 2002년    | 1월 1일   | 중화민국              |
| 2003년    | 2월 5일   | 아르메니아            |
| 2003년    | 4월 4일   | 북마케도니아          |
| 2004년    | 4월 23일  | 네팔                  |
| 2004년    | 10월 13일 | 캄보디아              |
| 2005년    | 12월 11일 | 사우디아라비아        |
| 2007년    | 1월 11일  | 베트남                |
| 2007년    | 7월 27일  | 통가                  |
| 2008년    | 5월 16일  | 우크라이나            |
| 2008년    | 7월 23일  | 카보베르데            |
| 2012년    | 4월 29일  | 몬테네그로            |
| 2012년    | 5월 10일  | 사모아                |
| 2012년    | 8월 22일  | 러시아                |
| 2012년    | 8월 24일  | 바누아투              |
| 2013년    | 2월 2일   | 라오스                |
| 2013년    | 3월 2일   | 타지키스탄            |
| 2014년    | 6월 26일  | 예멘                  |
| 2015년    | 4월 26일  | 세이셸                |
| 2015년    | 11월 30일 | 카자흐스탄            |
| 2016년    | 7월 14일  | 라이베리아            |
| 2016년    | 7월 29일  | 아프가니스탄          |

## 옵서버
- 남수단
- 동티모르
- 레바논
- 리비아
- 바티칸 시국
- 바하마
- 벨라루스
- 보스니아 헤르체고비나
- 부탄
- 상투메 프린시페
- 세르비아
- 소말리아
- 수단
- 시리아
- 아제르바이잔
- 안도라
- 알제리
- 에티오피아
- 우즈베키스탄
- 이라크
- 이란
- 적도 기니
- 코모로

## 비회원국
- 조선민주주의인민공화국

## 같이 보기
- 세계무역기구